# Lijst van voetbalinterlands Australië - Singapore
Deze lijst van voetbalinterlands is een overzicht van alle officiële voetbalwedstrijden tussen de nationale teams van Australië en Singapore. De landen speelden tot op heden zeven keer tegen elkaar. De eerste ontmoeting vond plaats op 11 november 1967, tijdens een vriendschappelijk toernooi in Saigon (toenmalig Zuid-Vietnam). Het laatste duel, eveneens een vriendschappelijke wedstrijd, werd gespeeld in Singapore op 22 maart 2008.

## Wedstrijden
| № | Plaats    | Datum            | Competitie        | Wedstrijd             | Uitslag |
| - | --------- | ---------------- | ----------------- | --------------------- | ------- |
| 1 | Saigon    | 11 november 1967 | Vriendschappelijk | Australië – Singapore | 5 – 1   |
| 2 | Singapore | 21 november 1967 | Vriendschappelijk | Singapore – Australië | 1 – 6   |
| 3 | Singapore | 22 oktober 1976  | Vriendschappelijk | Singapore – Australië | 0 – 1   |
| 4 | Singapore | 13 november 1977 | Vriendschappelijk | Singapore – Australië | 0 – 2   |
| 5 | Singapore | 18 december 1983 | Vriendschappelijk | Singapore – Australië | 2 – 4   |
| 6 | Singapore | 30 juni 2007     | Vriendschappelijk | Singapore – Australië | 0 – 3   |
| 7 | Singapore | 22 maart 2008    | Vriendschappelijk | Singapore – Australië | 0 – 0   |

## Samenvatting
| Competitie        | Totaal gespeeld | Winst Australië | Gelijk | Winst Singapore | Doelsaldo Australië – Singapore |
| ----------------- | --------------- | --------------- | ------ | --------------- | ------------------------------- |
| Vriendschappelijk | 7               | 6               | 1      | 0               | 21 − 4                          |
| Totaal            | 7               | 6               | 1      | 0               | 21 − 4                          |

Wedstrijden bepaald door strafschoppen worden, in lijn met de FIFA, als een gelijkspel gerekend.